# Энергетика Астраханской области
Энергетика Астраханской области — сектор экономики региона, обеспечивающий производство, транспортировку и сбыт электрической и тепловой энергии. По состоянию на начало 2020 года, на территории Астраханской области эксплуатировались 17 электростанций общей мощностью 1029,25 МВт, в том числе 13 солнечных электростанций и 4 тепловые электростанций. В 2019 году они произвели 4106 млн кВт·ч электроэнергии.

## История
Начало электрификации на территории современной Астраханской области датируется 1896 годом, когда на судоремонтных мастерских в Астрахани была пущена первая электростанция мощностью 8 кВт, вырабатывающая постоянный ток напряжением 65 В. В дальнейшем было построено еще несколько небольших частных электростанций, обеспечивающих энергоснабжение отдельных предприятий, а также электростанция, обеспечившая работу астраханского трамвая, пущенного в 1900 году. Строительство первой электростанции общего пользования, Астраханской городской электрической станции, было утверждено в 1908 году, в эксплуатацию станция была введена в 1910 году. Изначально на этой электростанции были установлены четыре дизель-генератора общей мощностью 800 кВт, что позволило наладить уличное электрическое освещение. В 1914—1916 годах электростанция была расширена с монтажом паротурбинного оборудования.
В годы Гражданской войны энергетическое хозяйство города было частично разрушено, перестало работать уличное освещение. Городская электростанция Астрахани вновь заработала на полную мощность в 1923 году, в 1928 году на ней смонтировали два новых паровых котла и два турбоагрегата. В 1932 году было завершено строительство второй очереди электростанции, ее мощность достигла 5,6 МВт, а в 1933 году увеличилась до 6,2 МВт.
Проектирование первой крупной электростанции региона, Астраханской ГРЭС, было начато в 1931 году. Строительство станции было начато в 1930-х годах и в связи с началом Великой Отечественной войны затянулось, первый турбоагрегат Астраханской ГРЭС был пущен 31 декабря 1947 года. К 1951 году мощность станции возросла до 40 МВт, в 1968 году — до 140 МВт. В 1961 году была пущена ТЭЦ Астраханского целлюлозно-картонного комбината, ныне ТЭЦ «Северная». Учитывая износ оборудования Астраханской ГРЭС, в 1977 году начинается строительство Астраханской ТЭЦ-2. Первые два энергоблока новой ТЭЦ были пущены в 1985 году, третий — в 1987 году, последний, четвёртый — в 1990 году.
В 1983 году Астраханская энергосистема была выделена из Волгоградской энергосистемы с образованием районного энергетического управления (РЭУ) «Астраханьэнерго». На момент образования в него входили Астраханская ГРЭС мощностью 100 МВт, строящаяся Астраханская ТЭЦ-2, Астраханские и Ахтубинские электрические сети, энергосбыт.
В 2011 году на Астраханской ГРЭС был введен в эксплуатацию современный парогазовый энергоблок мощностью 121 МВт, после чего устаревшее паротурбинное оборудование станции было выведено из эксплуатации. В 2012—2013 годах на площадке вблизи котельной «Центральная» была построена еще одна парогазовая электростанция — Астраханская ПГУ-235 мощностью 235 МВт. В 2014 году было полностью обновлено оборудование ТЭЦ «Северная».
В 2014 году с пуска Наримановской СЭС начинается развитие в Астраханской области солнечной энергетики. В 2017—2020 годах на территории региона были введены в эксплуатацию ещё 12 солнечных электростанций общей мощностью более 200 МВт, что вывело Астраханскую область в число лидеров по развитию возобновляемой энергетики в России. В 2021 году планируется ввод в эксплуатацию Астраханской СЭС мощностью 18 МВт, Холмской ВЭС мощностью 87,8 МВт, Черноярской ВЭС мощностью 37,8 МВт, Старицкой ВЭС мощностью 50 МВт, Излучной ВЭС мощностью 87,8 МВт и Манланской ВЭС мощностью 75,6 МВт.

## Генерация электроэнергии
По состоянию на начало 2020 года, на территории Астраханской области эксплуатировались 17 электростанций общей мощностью 1029,25 МВт. В их числе четыре тепловые электростанции — Астраханская ГРЭС, Астраханская ТЭЦ-2, Астраханская ПГУ-235, ТЭЦ «Северная», а также тринадцать солнечных электростанций.

### Астраханская ГРЭС
Она же Астраханская ПГУ-110. Расположена в г. Астрахани. Парогазовая теплоэлектроцентраль (фактически тепловую энергию не вырабатывает), в качестве топлива использует природный газ. Эксплуатируемые в настоящее время турбоагрегаты введены в эксплуатацию в 2011 году, при этом сама станция работает с 1947 года, являясь старейшей ныне действующей электростанцией региона. Установленная электрическая мощность станции — 121 МВт, тепловая мощность — 66 Гкал/ч. Фактическая выработка электроэнергии в 2019 году — 794,5 млн кВт·ч. Оборудование станции скомпоновано в один парогазовый энергоблок по типу дубль-блока, в составе двух газотурбинных установок мощностью по 49 МВт, одного паротурбинного турбоагрегата мощностью 23 МВт и двух котлов-утилизаторов. Принадлежит ООО «ЛУКОЙЛ-Астраханьэнерго».

### Астраханская ТЭЦ-2
Расположена в г. Астрахани, один из источников теплоснабжения города. Крупнейшая электростанция региона. Блочная паротурбинная теплоэлектроцентраль, в качестве топлива использует природный газ. Турбоагрегаты станции введены в эксплуатацию в 1985—1991 годах. Установленная электрическая мощность станции — 380 МВт, тепловая мощность — 910 Гкал/час. Фактическая выработка электроэнергии в 2019 году — 1425,7 млн кВт·ч. Оборудование станции включает в себя четыре турбоагрегата, из них два мощностью по 110 МВт и два — по 80 МВт. Также имеется четыре котлоагрегата и два водогрейных котла. Принадлежит ООО «ЛУКОЙЛ-Астраханьэнерго».

### Астраханская ПГУ-235
Расположена в г. Астрахани, один из источников теплоснабжения города. Парогазовая теплоэлектроцентраль, в качестве топлива использует природный газ. Введена в эксплуатацию в 2013 году. Установленная электрическая мощность станции — 235 МВт, тепловая мощность — 131,8 Гкал/ч. Фактическая выработка электроэнергии в 2019 году — 1587,3 млн кВт·ч. Оборудование станции скомпоновано в два парогазовых энергоблока, каждый из которых построен по принципу дубль-блока. Всего станция оснащена четырьмя газотурбинными установками (три мощностью по 49 МВт и одна — 48 МВт), двумя паротурбинными турбоагрегатами мощностью по 20 МВт и четырьмя котлами-утилизаторами. Принадлежит ООО «ЛУКОЙЛ-Астраханьэнерго».

### ТЭЦ «Северная»
Бывшая ТЭЦ Астраханского целлюлозно-картонного комбината. Расположена в г. Астрахани, один из источников теплоснабжения города. Газопоршневая теплоэлектроцентраль, в качестве топлива использует природный газ. Эксплуатируемое в настоящее время оборудование введено в эксплуатацию в 2014 году, при этом сама станция эксплуатируется с 1961 года. Установленная электрическая мощность станции — 8 МВт, тепловая мощность — 67,61 Гкал/час. Фактическая выработка электроэнергии в 2019 году — 25,9 млн кВт·ч. Оборудование станции включает в себя четыре газопрошневых агрегата мощностью по 2 МВт, один паровой и семь водогрейных котлов. Принадлежит АО «ТЭЦ-Северная».

### Солнечные электростанции
На территории Астраханской области эксплуатируется 13 солнечных электростанции общей мощностью 285,25 МВт:
- СЭС Заводская — расположена в Володарском районе. Введена в эксплуатацию в 2017 году. Установленная мощность станции — 15 МВт, фактическая выработка электроэнергии в 2019 году — 20,7 млн кВт·ч. Принадлежит ООО «Сан Проджектс»;
- СЭС Нива — расположена в Приволжском районе. Введена в эксплуатацию в 2018 году. Установленная мощность станции — 15 МВт, фактическая выработка электроэнергии в 2019 году — 20,7 млн кВт·ч. Принадлежит ООО «Грин Энерджи Рус»;
- СЭС Промстройматериалы — расположена в Наримановском районе. Введена в эксплуатацию в 2018 году. Установленная мощность станции — 15 МВт, фактическая выработка электроэнергии в 2019 году — 20,4 млн кВт·ч. Принадлежит ООО «Сан Проджектс 2»;
- СЭС Тинаки (СЭС Володаровка) — расположена в Наримановском районе. Введена в эксплуатацию в 2018 году. Установленная мощность станции — 15 МВт, фактическая выработка электроэнергии в 2019 году — 20,4 млн кВт·ч. Принадлежит ООО «Энергоэффект ДБ»;
- Енотаевская СЭС (СЭС Енотаевка) — расположена в Енотаевском районе. Введена в эксплуатацию в 2018 году. Установленная мощность станции — 15 МВт, фактическая выработка электроэнергии в 2019 году — 20,7 млн кВт·ч. Принадлежит ООО «Энергоэффект ДБ»;
- Фунтовская СЭС — расположена в Приволжском районе. Введена в эксплуатацию в 2018 году. Установленная мощность станции — 60 МВт, фактическая выработка электроэнергии в 2019 году — 67,6 млн кВт·ч. Принадлежит ООО «Грин Энерджи Рус»;
- Ахтубинская СЭС — расположена в Ахтубинском районе. Введена в эксплуатацию в 2019 году. Установленная мощность станции — 60 МВт, фактическая выработка электроэнергии в 2019 году — 66,5 млн кВт·ч. Принадлежит ООО «Грин Энерджи Рус»;
- СЭС Элиста Северная — расположена в Наримановском районе. Введена в эксплуатацию в 2019 году. Установленная мощность станции — 15 МВт, фактическая выработка электроэнергии в 2019 году —19,3 млн кВт·ч. Принадлежит ООО «Эко Энерджи Рус»;
- СЭС Михайловская — расположена в Наримановском районе. Введена в эксплуатацию в 2019 году. Установленная мощность станции — 15 МВт, фактическая выработка электроэнергии в 2019 году —17,2 млн кВт·ч. Принадлежит ООО «Эко Энерджи Рус»;
- СЭС Лиманская — расположена в Лиманском районе. Введена в эксплуатацию в 2019 году. Установленная мощность станции — 30 МВт, фактическая выработка электроэнергии в 2019 году — 1,8 млн кВт·ч. Принадлежит ООО «Грин Энерджи Рус»;
- Октябрьская СЭС — расположена в Черноярском районе. Введена в эксплуатацию в 2020 году. Установленная мощность станции — 15 МВт. Принадлежит ООО «Пятая проектная компания";
- Песчаная СЭС — расположена в Черноярском районе. Введена в эксплуатацию в 2020 году. Установленная мощность станции — 15 МВт. Принадлежит ООО «Шестая проектная компания»;
- Наримановская СЭС — расположена в Наримановском районе. Введена в эксплуатацию в 2014 году. Установленная мощность станции — 0,25 МВт. Принадлежит ООО «Наримановская СЭС».

## Потребление электроэнергии
Потребление электроэнергии в Астраханской области (с учётом потребления на собственные нужды электростанций и потерь в сетях) в 2019 году составило 4285,9 млн кВт·ч, максимум нагрузки — 691 МВт. Таким образом, Астраханская область является сбалансированным регионом по электроэнергии и энергоизбыточным по мощности. В структуре энергопотребления лидирует потребление населения — 42 %. Функции гарантирующего поставщика электроэнергии выполняет ПАО «Астраханская энергосбытовая компания».

## Электросетевой комплекс
Энергосистема Астраханской области входит в ЕЭС России, являясь частью Объединённой энергосистемы Юга, находится в операционной зоне филиала АО «СО ЕЭС» — «Региональное диспетчерское управление энергосистемы Астраханской области» (Астраханское РДУ). Энергосистема региона связана с энергосистемами Волгоградской области по четырём ВЛ 220 кВ и двум ВЛ 110 кВ, Калмыкии по двум ВЛ 220 кВ, шести ВЛ 110 кВ и одной ВЛ 35 кВ и Казахстана по четырём ВЛ 110 кВ.
Общая протяженность линий электропередачи напряжением 0,4-220 кВ составляет 24 025,6 км, в том числе воздушных линий электропередачи напряжением 220 кВ — 1505,2 км, 110 кВ — 2525,1 км, 35 кВ — 935,9 км, 0,4-10 кВ — 17 665,5 км, кабельных линий электропередачи напряжением 35-110 кВ — 11,1 км, 0,4-10 км — 1382,8 км. Магистральные линии электропередачи напряжением 220 кВ эксплуатируются филиалом ПАО «ФСК ЕЭС» — «Волго-Донское ПМЭС», распределительные сети напряжением 110 кВ и ниже — филиалом ПАО «Россети Юг» — «Астраханьэнерго» (в основном) и территориальными сетевыми организациями.